# Cardamine glacialis
Cardamine glacialis là một loài thực vật có hoa trong họ Cải. Loài này được (G.Forst.) DC. mô tả khoa học đầu tiên năm 1821.